# Alex Newhook
Alex Newhook (* 28. Januar 2001 in St. John’s, Neufundland und Labrador) ist ein kanadischer Eishockeyspieler, der seit Juni 2023 bei den Canadiens de Montréal in der National Hockey League unter Vertrag steht. Mit der Colorado Avalanche, die ihn im NHL Entry Draft 2019 an 16. Position ausgewählt hatte, gewann der Center in den Playoffs 2022 den Stanley Cup.

## Karriere
Alex Newhook spielte in seiner Jugend am St. Andrew’s College in Aurora, Ontario. Ab 2017 lief er dann für die Victoria Grizzlies in der British Columbia Hockey League (BCHL) auf, bei denen er in seinem ersten Jahr in 45 Partien auf 66 Scorerpunkte kam und daher als Rookie des Jahres ausgezeichnet wurde. Zudem wählte man ihn ins First All-Star Team sowie ins All-Rookie Team der BCHL. Zur Folgesaison 2018/19 übernahm der Center das Amt des Mannschaftskapitäns bei den Grizzlies und steigerte seine persönliche Statistik deutlich auf 102 Punkte aus 53 Spielen. Damit führte er die gesamte BCHL als Topscorer an und wurde daher als MVP der Liga ausgezeichnet. Anschließend wählte ihn die Colorado Avalanche im NHL Entry Draft 2019 an 16. Position aus – eine vergleichsweise hohe Draftposition, obwohl er nicht in einer der drei großen Juniorenligen innerhalb der Canadian Hockey League gespielt hatte.
Anschließend ging Newhook erneut einen für kanadische Spieler eher ungewöhnlichen Weg, indem er sich zur Saison 2019/20 am Boston College einschrieb und somit in die National Collegiate Athletic Association (NCAA) wechselte, den US-amerikanischen College-Bereich. Dort lief er fortan für die Eagles in der Hockey East auf und überzeugte als Neuling prompt mit 42 Punkten in 34 Partien, sodass er als Rookie des Jahres der Hockey East ausgezeichnet sowie ins Second All-Star Team und All-Rookie Team gewählt wurde. In der durch die COVID-19-Pandemie verkürzten Saison 2020/21 bestritt er nur noch eine Handvoll Spiele in Boston, ehe er in den Profibereich wechselte.

### NHL
Im März 2021 unterzeichnete Newhook einen Einstiegsvertrag bei der Avalanche und debütierte bereits wenig später für deren Farmteam, die Colorado Eagles, in der American Hockey League (AHL). Im Mai 2021 kam der Angreifer auch zu seinem Einstand für Colorado in der National Hockey League (NHL), wo er sich bereits zur Saison 2021/22 etablierte und diese mit 33 Punkten aus 71 Einsätzen beendete. Vor allem aber gewann er mit der Avalanche am Ende der Playoffs 2022 den Stanley Cup, wobei er nach Daniel Cleary und Michael Ryder zum dritten Akteur aus Neufundland und Labrador wurde, dem dieser Erfolg gelang.
Nachdem er diese Leistungen in der Spielzeit 2022/23 bestätigt hatte, zeichnete sich ab, dass man sich mit der Avalanche nicht auf eine Verlängerung seines auslaufenden Vertrages einigen würde. Demzufolge wurde er im Juni 2023, als Restricted Free Agent, an die Canadiens de Montréal abgegeben, die ihn im Juli 2023 mit einem neuen Vierjahresvertrag bei einem Jahresgehalt von 2,9 Millionen US-Dollar ausstatteten. Im Gegenzug erhielt Colorado Gianni Fairbrother sowie je ein Erst- und Zweitrunden-Wahlrecht im NHL Entry Draft 2023.

### International
Auf internationaler Ebene debütierte Newhook bei der World U-17 Hockey Challenge 2017 und belegte dort mit dem Team Canada Black den siebten Platz. Im U18-Bereich folgte ein vierter Platz bei der U18-Weltmeisterschaft 2019. In der Folge nahm der Angreifer mit der kanadischen U20-Nationalmannschaft an der U20-Weltmeisterschaft 2021 teil und errang dort mit der Auswahl die Silbermedaille.

## Erfolge und Auszeichnungen
| - 2018 BCHL-Rookie des Jahres - 2018 BCHL First All-Star Team - 2018 BCHL All-Rookie Team - 2019 Topscorer und MVP der BCHL - 2019 BCHL First All-Star Team | - 2020 Rookie des Jahres der Hockey East - 2020 Hockey East Second All-Star Team - 2020 Hockey East All-Rookie Team - 2022 Stanley-Cup-Gewinn mit der Colorado Avalanche |

### International
- 2021 Silbermedaille bei der U20-Weltmeisterschaft

## Karrierestatistik
Stand: Ende der Saison 2024/25

### International
Vertrat Kanada bei:
- World U-17 Hockey Challenge 2017
- U18-Weltmeisterschaft 2019
- U20-Weltmeisterschaft 2021

(Legende zur Spielerstatistik: Sp oder GP = absolvierte Spiele; T oder G = erzielte Tore; V oder A = erzielte Assists; Pkt oder Pts = erzielte Scorerpunkte; SM oder PIM = erhaltene Strafminuten; +/− = Plus/Minus-Bilanz; PP = erzielte Überzahltore; SH = erzielte Unterzahltore; GW = erzielte Siegtore; 1 Play-downs/Relegation; Kursiv: Statistik nicht vollständig)